# Você Gosta Assim
"Você Gosta Assim" é uma canção da cantora brasileira Gabily, com participação de Ludmilla. Foi lançada como single em 17 de fevereiro de 2017 pela Universal, sendo composta e produzida por Umberto Tavares.

## Desempenho nas tabelas musicais
| Tabela musical (2017)              | Melhor posição |
| ---------------------------------- | -------------- |
| Brasil - Billboard Hot 100 Airplay | 88             |
| Brasil - Billboard Pop Airplay     | 19             |

## Lista de faixas
- Download digital[4]

1. "Você Gosta Assim" - 2:46